# 韦州镇
韦州镇，是中华人民共和国宁夏回族自治区吴忠市同心县下辖的一个镇。

## 行政区划
韦州镇下辖以下地区：
韦一村、韦二村、河湾村、南门村、马庄子村、石峡村、闫家圈村、青龙山村、久庄村、甘沟村和庆华村。